# Alive II Tour
Alive II Tour bylo koncertní turné americké rockové skupiny Kiss probíhající od listopadu 1977 do dubna 1978. Turné navázalo na Love Gun Tour, které skončilo na začátku září. Během Alive II Tour skupina vyprodala 5 koncertů v Tokiu a překonala tak o 1 koncert vlastní rekord z předešlého roku. Také vyprodala 3 koncerty v Madison Square Garden. Na několika koncertech byli jako předskokani AC/DC.

## Seznam písní
1. I Stole Your Love
2. King of the Night Time World
3. Ladies Room
4. Firehouse
5. Love Gun
6. Let Me Go, Rock 'n' Roll
7. Makin' Love
8. Christine Sixteen
9. Shock Me
10. I Want You
11. Calling Dr. Love
12. Shout It Out Loud
13. God of Thunder
14. Rock and Roll All Nite
15. Detroit Rock City
16. Beth
17. Black Diamond

## Turné v datech
| Datum                  | Město                  | Stát                   | Místo                             |
| Spojené státy americké | Spojené státy americké | Spojené státy americké | Spojené státy americké            |
| ---------------------- | ---------------------- | ---------------------- | --------------------------------- |
| 15. listopadu 1977     | Oklahoma City          | Spojené státy americké | Myriad Convention Center          |
| 17. listopadu 1977     | Denver                 | Spojené státy americké | McNichols Sports Arena            |
| 19. listopadu 1977     | Abilene                | Spojené státy americké | Taylor County Expo Center         |
| 20. listopadu 1977     | Lubbock                | Spojené státy americké | Lubbock Municipal Coliseum        |
| 22. listopadu 1977     | San Antonio            | Spojené státy americké | Freeman Coliseum                  |
| 23. listopadu 1977     | San Antonio            | Spojené státy americké | Freeman Coliseum                  |
| 26. listopadu 1977     | Tulsa                  | Spojené státy americké | Tulsa Convention Center           |
| 27. listopadu 1977     | Kansas City            | Spojené státy americké | Kemper Arena                      |
| 29. listopadu 1977     | Des Moines             | Spojené státy americké | Iowa Veterans Memorial Auditorium |
| 30. listopadu 1977     | Omaha                  | Spojené státy americké | Omaha Civic Auditorium            |
| 2. prosince 1977       | Saint Paul             | Spojené státy americké | St. Paul Civic Center             |
| 3. prosince 1977       | Madison                | Spojené státy americké | Dane County Expo Coliseum         |
| 6. prosince 1977       | Wichita                | Spojené státy americké | Henry Levitt Arena                |
| 7. prosince 1977       | St. Louis              | Spojené státy americké | The Checkerdome                   |
| 9. prosince 1977       | Memphis                | Spojené státy americké | Mid-South Coliseum                |
| 11. prosince 1977      | Indianapolis           | Spojené státy americké | Market Square Arena               |
| 12. prosince 1977      | Louisville             | Spojené státy americké | Freedom Hall                      |
| 14. prosince 1977      | New York City          | Spojené státy americké | Madison Square Garden             |
| 15. prosince 1977      | New York City          | Spojené státy americké | Madison Square Garden             |
| 16. prosince 1977      | New York City          | Spojené státy americké | Madison Square Garden             |
| 19. prosince 1977      | Landover               | Spojené státy americké | Capital Centre                    |
| 20. prosince 1977      | Landover               | Spojené státy americké | Capital Centre                    |
| 22. prosince 1977      | Philadelphia           | Spojené státy americké | The Spectrum                      |
| 27. prosince 1977      | Baton Rouge            | Spojené státy americké | Riverside Centroplex Arena        |
| 29. prosince 1977      | Birmingham             | Spojené státy americké | BJCC Arena                        |
| 30. prosince 1977      | Atlanta                | Spojené státy americké | The Omni                          |
| 31. prosince 1977      | Greensboro             | Spojené státy americké | Greensboro Coliseum               |
| 3. ledna 1978          | Pembroke Pines         | Spojené státy americké | Hollywood Sportatorium            |
| 5. ledna 1978          | Charlotte              | Spojené státy americké | Charlotte Coliseum                |
| 6. ledna 1978          | Columbia               | Spojené státy americké | Carolina Coliseum                 |
| 8. ledna 1978          | Richfield              | Spojené státy americké | Richfield Coliseum                |
| 11. ledna 1978         | Huntington             | Spojené státy americké | Huntington Civic Center           |
| 12. ledna 1978         | Cincinnati             | Spojené státy americké | Riverfront Coliseum               |
| 13. ledna 1978         | Pittsburgh             | Spojené státy americké | Pittsburgh Civic Arena            |
| 15. ledna 1978         | Chicago                | Spojené státy americké | Chicago Stadium                   |
| 16. ledna 1978         | Chicago                | Spojené státy americké | Chicago Stadium                   |
| 18. ledna 1978         | Lexington              | Spojené státy americké | Rupp Arena                        |
| 20. ledna 1978         | Detroit                | Spojené státy americké | Olympia Stadium                   |
| 21. ledna 1978         | Detroit                | Spojené státy americké | Olympia Stadium                   |
| 23. ledna 1978         | Evansville             | Spojené státy americké | Roberts Municipal Stadium         |
| 25. ledna 1978         | Buffalo                | Spojené státy americké | Buffalo Memorial Auditorium       |
| 27. ledna 1978         | Springfield            | Spojené státy americké | Springfield Civic Center          |
| 28. ledna 1978         | New Haven              | Spojené státy americké | New Haven Coliseum                |
| 30. ledna 1978         | Philadelphia           | Spojené státy americké | The Spectrum                      |
| 2. února 1978          | Providence             | Spojené státy americké | Providence Civic Center           |
| 3. února 1978          | Providence             | Spojené státy americké | Providence Civic Center           |
| Japonsko               |                        |                        |                                   |
| 28. března 1978        | Tokyo                  | Japonsko               | Budokan                           |
| 29. března 1978        | Tokyo                  | Japonsko               | Budokan                           |
| 31. března 1978        | Tokyo                  | Japonsko               | Budokan                           |
| 1. dubna 1978          | Tokyo                  | Japonsko               | Budokan                           |
| 2. dubna 1978          | Tokyo                  | Japonsko               | Budokan                           |